# Campionati del mondo di ciclismo su strada 2021 - Cronometro maschile Elite
La cronometro maschile Elite dei Campionati del mondo di ciclismo su strada 2021 si svolse il 19 settembre 2021 su un percorso di 43,3 km, con partenza da Knokke-Heist e arrivo a Bruges nelle Fiandre in Belgio. La vittoria fu appannaggio dell'italiano Filippo Ganna, il quale completò il percorso in 47'47"83 alla media di 53 km/h, precedendo i belgi Wout Van Aert e Remco Evenepoel.
Sul traguardo di Bruges tutti i 55 ciclisti partiti da Knokke-Heist, sui 58 iscritti, portarono a termine la competizione.

## Ordine d'arrivo (Top 10)
| Pos. | Corridore        | Squadra       | Tempo     |
| ---- | ---------------- | ------------- | --------- |
| 1    | Filippo Ganna    | Italia        | 47'47"83  |
| 2    | Wout Van Aert    | Belgio        | a 5"37    |
| 3    | Remco Evenepoel  | Belgio        | a 43"34   |
| 4    | Kasper Asgreen   | Danimarca     | a 45"64   |
| 5    | Stefan Küng      | Svizzera      | a 1'06"20 |
| 6    | Tony Martin      | Germania      | a 1'17"27 |
| 7    | Stefan Bissegger | Svizzera      | a 1'25"44 |
| 8    | Ethan Hayter     | Gran Bretagna | a 1'26"21 |
| 9    | Edoardo Affini   | Italia        | a 1'48"70 |
| 10   | Tadej Pogačar    | Slovenia      | a 1'52"54 |